# جان رید

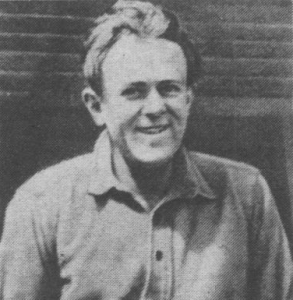
جان رید.

جان سیلاس رید (زاده اکتبر ۲۲ ۱۸۸۷ – درگذشته ۱۷ اکتبر، ۱۹۲۰) شاعر، روزنامه‌نگار و انقلابی کمونیست آمریکایی و همچنین از پشتیبانان بلشویکها و حکومت شوروی و از طرفداران ولادیمیر لنین بود.
رید، از تاریخ‌نویسان مهم انقلاب اکتبر بود و کتاب معروفش در گزارش این انقلاب، ده روزی که دنیا را تکان داد، شاید معروفترین کتابی است که در مورد انقلاب اکتبر نوشته شده‌است.
همسر او، لوییس بریانت، نیز نویسنده‌ای مارکسیست و بلشویک بود که او نیز از تاریخ‌نویسان انقلاب به‌شمار می‌رود.
فیلم سرخ‌ها اثر وارن بتی بر پایه زندگی جان رید و فعالیت او در انقلاب روسیه است.

## آثار
- ده روزی که دنیا را تکان داد